# Camil Ressu

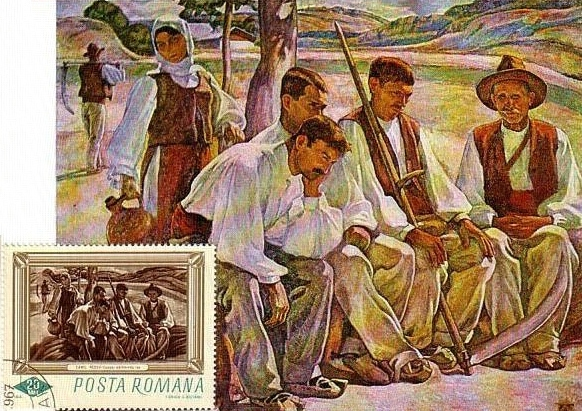
Segadors descansant en un segell romanès de 1966

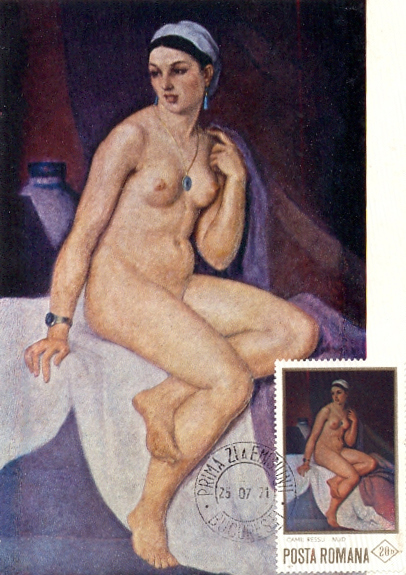
Nu en un segell romanès de 1971

Camil Ressu (pronunciació en romanès: [kaˈmil ˈresu]; 28 de gener de 1880 - 1 d'abril de 1962) va ser un pintor i acadèmic romanès, una de les figures de l'art més importants de Romania.

## Biografia

### Primers anys de vida i carrera
Nascut a Galați, Ressu és originari d'una família aromana que va emigrar a Romania des de Macedònia a principis del segle xix. El seu pare, Constantin Ressu, que era periodista i havia estudiat dret a Brussel·les, era artista en el seu temps lliure. El 1887, Ressu es va inscriure a l'Escola de Belles Arts de Bucarest. Va continuar els seus estudis a l'Escola de Belles Arts de Iași, on estudia amb els pintors Gheorghe Popovici i Gheorghe Panaiteanu Bardasare. El 1902, va acabar els seus estudis a Iași, rebent una medalla de plata, i va marxar de Romania cap a París, buscant desenvolupar encara més les seves habilitats artístiques. A París, va estudiar a l'Académie Julian. Opera a lui: "Taran cu coasa"; "Cosasi descansindu-se" 1925.
El 1908, Ressu va tornar a Romania i es va interessar per les qüestions socials, contribuint amb dibuixos satírics a diverses publicacions, com Furnica, Facla i Adevărul. El mateix any, es va convertir en membre del Partit Socialdemòcrata de Romania (o, més aviat, del seu cercle de Bucarest supervivent, Unió Socialista de Romania, format al voltant del diari România Muncitoare). L'any 1910, les seves obres (paisatges i quadres de temàtica bucòlica) van ser presentades a l'exposició Joventut Artística. Ressu va inaugurar la seva primera exposició personal l'any 1914, a Bucarest. Va morir a Bucarest.

### Reconeixement
El 1917, juntament amb els pintors Nicolae Dărăscu, Ștefan Dimitrescu, Iosif Iser, Marius Bunescu i els escultors Dimitrie Paciurea, Cornel Medrea, Ion Jalea i Oscar Han, va fundar l'associació Art of Romania a Iași. Durant aquests anys, va desenvolupar encara més el seu estil com a paisatgista, i visitava sovint el camp a l'estiu per pintar retrats de pagesos que treballaven al camp i vistes dels pobles. També va pintar natures mortes, retrats de diverses personalitats i nus.
El 1921 es va convertir en el president de la Unió d'Artistes de Romania. El 1925, després d'una estada prolongada al poble de Ilovăț, comtat de Mehedinți, Ressu va acabar una de les seves pintures més conegudes, Ploughmen Resting, que actualment es troba al Museu d'Art de Iași.
A part de les seves activitats artístiques, Camil Ressu va ser professor a l'Acadèmia de Belles Arts de Bucarest fins al 1941. Des de 1950, va ser el president honorari de la Unió d'Artistes i professor a l'Institut d'Art Nicolae Grigorescu. El 1955, el règim comunista de Romania li va concedir el títol d'"Artista del Poble", i més tard es va convertir en membre de l'Acadèmia Romanesa.